# Саратовка (Кемеровская область)
Сара́товка — деревня в Гурьевском районе Кемеровской области. Входит в состав Ур-Бедаревского сельского поселения.

## География
Центральная часть населённого пункта расположена на высоте 197 метров над уровнем моря.

## Население
По данным Всероссийской переписи населения 2010 года, в деревне Саратовка проживает 7 человек (5 мужчин, 2 женщины).